# Task Force 473
 (octobre 2017).
Si vous disposez d'ouvrages ou d'articles de référence ou si vous connaissez des sites web de qualité traitant du thème abordé ici, merci de compléter l'article en donnant les références utiles à sa vérifiabilité et en les liant à la section « Notes et références ».

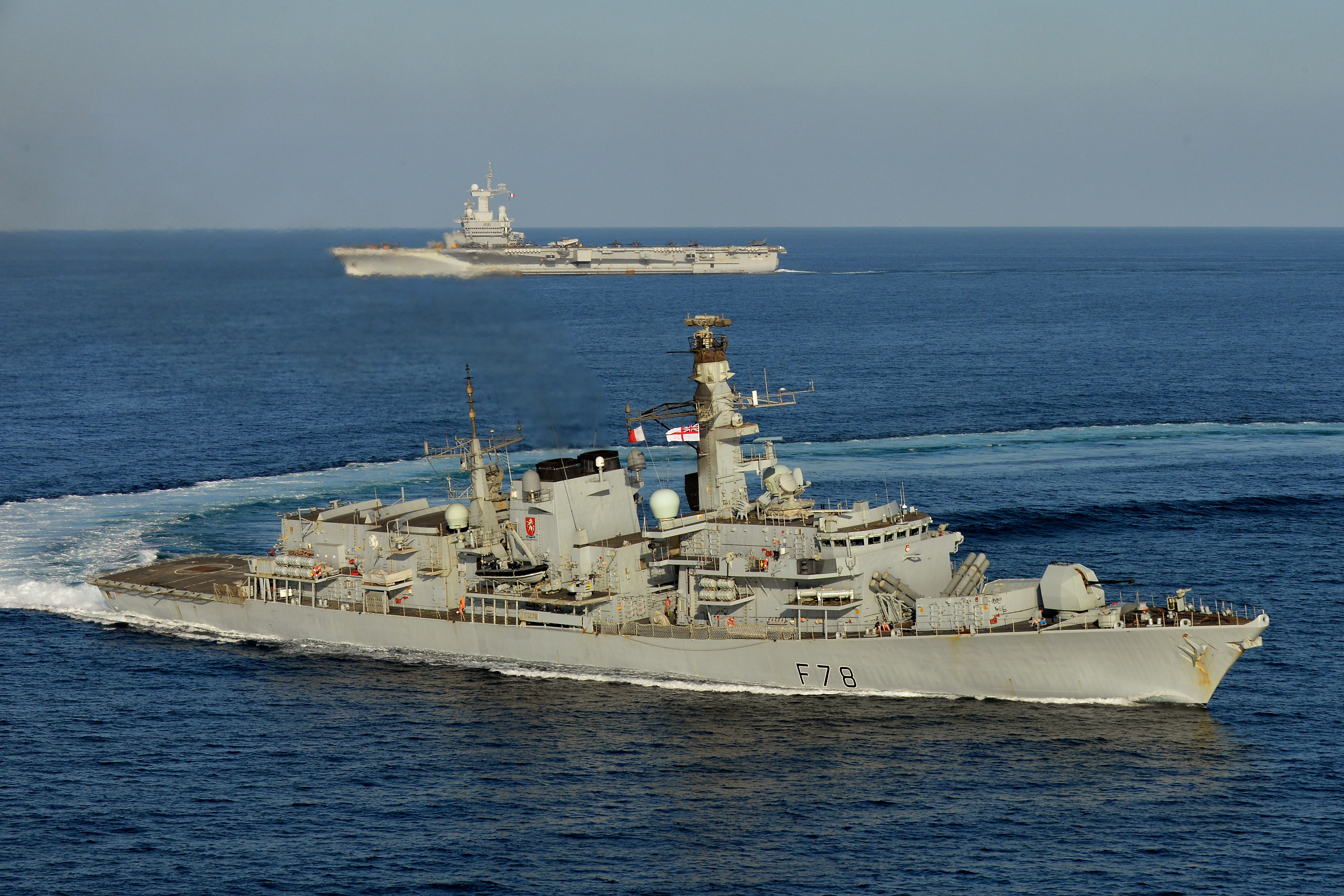
Le accompagne le Charles de Gaulle au large de Djibouti.

La Task Force 473, est une force opérationnelle navale regroupant une force de projection de la puissance française et un outil militaire au service de la diplomatie française. L’élément central de cette task force est le porte-avions Charles de Gaulle ou un porte-hélicoptères amphibie (PHA). Le groupe aéronaval ou le groupe amphibie prend le nom de TF 473 lors de son déploiement en opération.

## Composition standard de la Task Force
La composition standard employée par la France pour un groupe aéronaval est la suivante :
- Le porte-avions Charles de Gaulle
- Groupe aérien embarqué (Gaé)
- Un frégate anti-sous-marine (classe Aquitaine en version ASM et classe Georges Leygues)
- Frégate antiaérienne (classe Horizon et classe Aquitaine en version DA)
- Sous-marin nucléaire d’attaque (classe Rubis et classe Suffren)
- Bâtiment de ravitaillement (classe Durance).

La composition standard pour le déploiement d'un groupe amphibie
- Bâtiment de projection et de commandement
- Frégate d'escorte (FLF-FDA-FREMM)
- Détachement d'aéro-combat de l'ALAT
- GTE (Groupe tactique embarqué) de l'armée de terre

## Commandement de la Task Force
En opération, la Task Force est commandée par un contre-amiral et un état-major embarqué de la FRMARFOR. Cet état-major opère dans les locaux dédiés sur le porte-avions Charles de Gaulle ou sur les BPC. Il est chargé de la planification et de la conduite des opérations pour toutes les composantes de la task force.

## Opérations de la Task Force

### Guerre d’Afghanistan:mission Héraclèsen 2001-2002
Durant cette mission, la TF 473 regroupe le porte-avions Charles de Gaulle, la frégate antiaérienne Jean Bart, les frégates anti-sous-marines Jean de Vienne et La Motte-Picquet, le pétrolier-ravitailleur Meuse et un sous-marin nucléaire d'attaque de classe Rubis. Le groupe aérien embarqué (GAE) compte cinq Rafale M, seize Super-Étendard, deux E-2C Hawkeye, deux Dauphin et deux Puma de l'ALAT.

### Guerre d’Afghanistan: mission Agapanthe 04 en 2004
Pour cette mission, la TF 473 regroupe le porte-avions Charles de Gaulle, les frégates antiaériennes Jean Bart et HMS Gloucester, la frégate lance-missiles Duquesne, le sous-marin nucléaire Améthyste et le pétrolier Meuse. Le groupe aérien embarqué (GAE) comprend huit Rafale M, dix Super-Étendard Modernisés, deux E-2C Hawkeye, deux Dauphin, une Alouette III, un Puma de l'ALAT et deux Puma Resco de l'Armée de l'air.
Le but de ce déploiement est la présence dans le Nord de l'océan Indien en soutien aux opérations Enduring Freedom et ISAF.
Durant le déploiement la task force a réalisé les exercices et mission :
- L'exercice "Northwind 04" avec les forces armées des Émirats arabes unis en mars
- L'exercice avec la force aéronaval américaine fin mars
- L'exercice "Varuna 04" avec la marine indienne début avril
- L'exercice "Big Fox" avec les forces armées des Émirats arabes unis mi-avril
- Des entraînements avec les forces armées du Sultanat d’Oman

### Atlantique: Mission FRAME 05 en 2005
Durant cette mission, la TF 473 regroupe le porte-avions Charles de Gaulle, la frégate antiaérienne Jean Bart, la frégate anti-sous-marine Tourville, du pétrolier ravitailleur Meuse, le sous-marin nucléaire d’attaque Rubis relevé, la frégate britannique HMS Nottingham. Le groupe aérien embarqué comprend douze Super-Étendard Modernisés, huit Rafale M et deux E-2C Hawkeye, deux Dauphin, une Alouette III, un Puma de l'ALAT et deux Puma de l'Armée de l'air.
Durant ce déploiement la TF 473 a réalisé :
- Mission de présence dans le Nord de l'océan Indien avec soutien aux opérations Enduring Freedom et ISAF
- Exercice "Red Shark" avec les forces armées saoudiennes
- Exercice avec les forces françaises à Djibouti
- Exercice "Varuna 06" avec la marine indienne
- Exercice "Big Fox" avec les forces armées des Émirats arabes unis
- Entraînements avec les forces armées du Sultanat d’Oman

### Guerre d’Afghanistan: mission Agapanthe 06 en 2006
Durant cette mission, la TF 473 regroupe le porte-avions Charles de Gaulle, la frégate antiaérienne Cassard, la frégate anti-sous-marine Montcalm, la frégate antiaérienne britannique HMS Lancaster, le sous-marin nucléaire d'attaque Saphir et le pétrolier ravitailleur Somme. Le groupe aérien embarqué comprend 14 Super Étendard modernisés, 8 Rafale M, 2 E-2C Hawkeye, 2 Dauphin, 1 Puma de l‘ALAT pour les liaisons logistiques et 1 Puma de l‘Armée de l‘air.
Le but de ce déploiement est la présence dans le Nord de l'océan Indien en soutien aux opérations Enduring Freedom et ISAF. 
Durant le déploiement la task force a réalisé les exercices et mission :
- L'exercice "Red Shark" avec les forces armées saoudiennes mi-mars ;
- L'exercice avec les forces françaises à Djibouti fin mars ;
- L'exercice "Varuna 06" avec la marine indienne début avril ;
- L'exercice "Big Fox" avec les forces armées des Émirats arabes unis mi-avril ;
- Des entraînements avec les forces armées du Sultanat d’Oman.

### Guerre d’Afghanistan: mission Agapanthe 07 en 2007
Durant cette mission, la TF 473 regroupe le porte-avions Charles de Gaulle, les frégates Tourville et Dupleix, la frégate antiaérienne Cassard, la frégate espagnole Blas de Lezo, le sous-marin nucléaire d’attaque Améthyste et le pétrolier ravitailleur Marne. Le groupe aérien embarqué comprend quatorze Super-Étendard Modernisés, neuf Rafale M, deux E-2C Hawkeye, 3 Dauphin, une Alouette III, deux Puma de l’ALAT et de l’Armée de l’air.

### Guerre d’Afghanistan: mission Agapanthe 10 en 2010 à 2011
Durant cette mission, la TF 473 regroupe le porte-avions Charles de Gaulle, la frégate de défense aérienne Forbin, la frégate anti-sous-marine Tourville, le sous-marin nucléaire d’attaque Améthyste, le pétrolier ravitailleur Meuse. Le groupe aérien embarqué comprend 10 Rafale M, 12 Super-Étendard Modernisés, 2 E-2C Hawkeye, 2 Dauphin et un Puma de l'ALAT.

### Première guerre civile de Libye: Opération Harmattan en 2011
Durant cette mission, la TF 473 regroupe le porte-avions Charles de Gaulle, la FASM Dupleix, la FLF Aconit, du PR Meuse et un sous-marin nucléaire d'attaque. Le groupe aérien embarqué comprend huit Rafale M F3, six Super Étendard Modernisé, deux E-2C Hawkeye, deux Caracal, un Puma de l’ALAT, deux Dauphin et une Alouette III.
Durant la mission la task force est commandée par le contre-amiral Philippe Coindreau puis par le contre-amiral Jean-Baptiste Dupuis.
Cette opération se fait dans le cadre légal de la résolution 1973 des Nations unies du 17 mars 2011.
La task force appareille le 20 mars et débute les opérations de reconnaissance et de frappe dès le 22 mars. Durant le transit les pilotes du GAé mettent à jour leur qualification.
Durant l'opération le bilan du Charles de Gaulle et du GAé  est de :
- 40 000 nautiques parcourus (plus de 70 000 km, soit presque deux tours du monde)
- 2 380 catapultages et appontages
- 120 jours d’activité aéronautique, 3 600 heures de vol au total sur le théâtre
- 138 jours de mer (soit 4,5 mois en mer avec une période de 63 jours de navigation interrompue)

Les différents bâtiments d'escorte ont participé à des missions de tirs d'artillerie (plus de 3000 obus tirés soit 95% des obus tirés par la coalition) et de missile anti-aérien (SAM) défensive et offensive.
Après cette opération la task force a passé plus de neuf mois en déployer en un an.
Cette opération est actuellement la plus intense engagée pour la TF 473.

### Océan indienetGolfe Arabo-persique: Opération Bois Belleau en 2013-2014
Durant cette mission, la TF 473 regroupe le porte-avions Charles de Gaulle, la frégate de défense aérienne Forbin, la frégate anti-sous-marine Jean de Vienne, le pétrolier ravitailleur Meuse et un sous-marin nucléaire d’attaque. Le groupe aérien embarqué comprend dix Rafale M F3, neuf Super Étendard Modernisé, deux E-2C Hawkeye, deux Caracal, deux Dauphin et une Alouette III.
Durant le déploiement la task force a réalisé les exercices :
- White Shark avec les forces aériennes et navales saoudiennes
- Ocean Falcon avec les forces aériennes et navales du Qatar en mer d’Arabie
- Big Fox avec les forces armées des Émirats arabes unis en mer d’Arabie
- Entrainement avec un groupe aéronaval américain

La task force ne participe à aucune mission de guerre durant ce déploiement.

### Guerre civile syrienne et deuxième guerre civile irakienne: opération Arromanches en 2015
Durant cette mission, la TF 473 regroupe le porte-avions Charles de Gaulle, la frégate de défense aérienne Chevalier Paul, le pétrolier ravitailleur Meuse, la frégate anti-sous-marine britannique HMS Kent et un sous-marin nucléaire d’attaque. Le groupe aérien embarqué comprend douze Rafale M F3, neuf Super Étendard Modernisé, un E-2C Hawkeye et quatre hélicoptères.
Durant la mission la task force est commandée par le contre-amiral Chaperon.
Le bilan de cette opération est de 10 à 14 sorties aériennes par jour. Durant son engagement dans l’opération Chammal les chasseurs Français ont réalisé environ 200 missions de reconnaissance et d’appui aérien (CAS). Les Hawkeye ont réalisé 37 missions de contrôle de l’espace aérien au-dessus du théâtre.

### Guerre civile syrienne et deuxième guerre civile irakienne: opération Arromanches 2 en 2015-2016
Durant cette mission, la TF 473 regroupe le porte-avions Charles de Gaulle, la frégate de défense aérienne Chevalier Paul, la frégate anti-sous-marine La Motte-Picquet (remplacée par frégate européenne multi missions Aquitaine), le bâtiment de commandement et de ravitaillement Marne, la frégate anti-aérienne britannique HMS Defender, la frégate belge Léopold Ier et un sous-marin nucléaire d’attaque. Le groupe aérien embarqué comprend dix-huit Rafale M F3, huit Super Étendard Modernisé, un Puma de l’Armée de l’air, deux E-2C Hawkeye, deux Dauphins et une Alouette III.
Durant la mission la task force est commandée par le contre-amiral René-Jean Crignola. En raison de l’absence de groupe aéronaval américain sur le golfe Arabo-Persique il prit le commandement de la « combined task force 150 » (CTF 150), c’était la première fois que cette task force était commandée par un amiral non américain.
Durant le déploiement de la task force le GAE a réalisé 25 % des frappes de la coalition.
La task force a également participé à des opérations SAR (search and rescue), PATMAR (patrouille maritime), et de renseignement-anticipation dans le golfe Arabo-persique
En Méditerranée la task force a participé à l’exercice Ramsès 2016 avec l’armée égyptienne,.

### Guerre civile syrienne et deuxième guerre civile irakienne: opération Arromanches 3 en 2016
Durant cette mission, la TF 473 regroupe le porte-avions Charles de Gaulle, la frégate de défense aérienne Chevalier Paul, frégate anti-sous-marine Jean de Vienne, la frégate antiaérienne Cassard, le bâtiment de commandement et de ravitaillement Marne, la frégate allemande Augsburg, le destroyer américain USS Ross et un sous-marin nucléaire d’attaque. Le groupe aérien embarqué comprend vingt-quatre Rafale M F3, un caïman M, deux E-2C Hawkeye, deux Dauphin et une Alouette III.
Durant la mission la task force est commandée par le contre amiral Olivier Lebas.
Le bilan de cette opération est d'environ 650 sorties aériennes dont 80 % au profit de l’opération Chammal. Sur ces 500 sorties, 30 % se sont faites au-dessus de la Syrie et 70 % au-dessus de l’Irak avec un effort important pour la reprise de Mossoul en appui des forces spéciales Irakiennes.
La zone d’opération de la Task force était la Méditerranée orientale pour permettre un déploiement plus rapidement.

### Océan IndienetGolfe Arabo-persique: Opération Bois Belleau 100 2017 et 2018
Durant cette mission, la TF 473 regroupe le BPC (bâtiment de projection et de commandement) Tonnerre avec à son bord ; un hélicoptère Panthère (36F), un hélicoptère Dauphin (35F), deux hélicoptère Caïman TTH (1er RHC), deux hélicoptère Gazelle (1er RHC), 1 EDAR et 2 CTM (FLOPHIB), un détachement de l'Armée de terre (GTE armée par le 3e RIMa et le 11e RAMa de la 9e BIMa), ainsi qu'un état major Franco-américain (armée par la FRAMRFOR). La FDA (Frégate de Défense Aérienne) Chevalier Paul, avec à son bord ; un hélicoptère Caïman NFH (31F).
Le but de cette mission est de déployer un groupe amphibie dans le Golfe Arabo-Persique, pour relever un groupe amphibie de l'US NAVY et maintenir le déploiement d'un groupe amphibie dans cette zone pour l'OTAN.

### Océan indien, Golfe Arabo-persique et Asie: Mission Clémenceau 21 en 2021
Durant cette mission, la TF 473 regroupe le porte-avions Charles de Gaulle, la frégate de défense aérienne Forbin, frégate multi-mission Provence, le bâtiment de commandement et de ravitaillement Marne, la frégate Portugaise Corte Real, la frégate Danoise Niels Juel et un sous-marin nucléaire d’attaque. Le groupe aérien embarqué comprend plus d'une trentaines de Rafale M F3, un caïman M, deux E-2C Hawkeye, deux Dauphin.
Le but de cette opération est le déploiement du groupe aéronaval en Asie est de réaffirmer l'engagement de la France dans la région. Notamment durant le  Shangri-La Dialogue à Singapour qui est une conférence internationale annuelle sur la sécurité dans le Bassin Indo-Pacifique.